# Centranthus angustifolius
Centranthus angustifolius är en kaprifolväxtart. Centranthus angustifolius ingår i släktet pipörter, och familjen kaprifolväxter.

## Underarter
Arten delas in i följande underarter:
- C. a. angustifolius
- C. a. lecoqii

## Bildgalleri

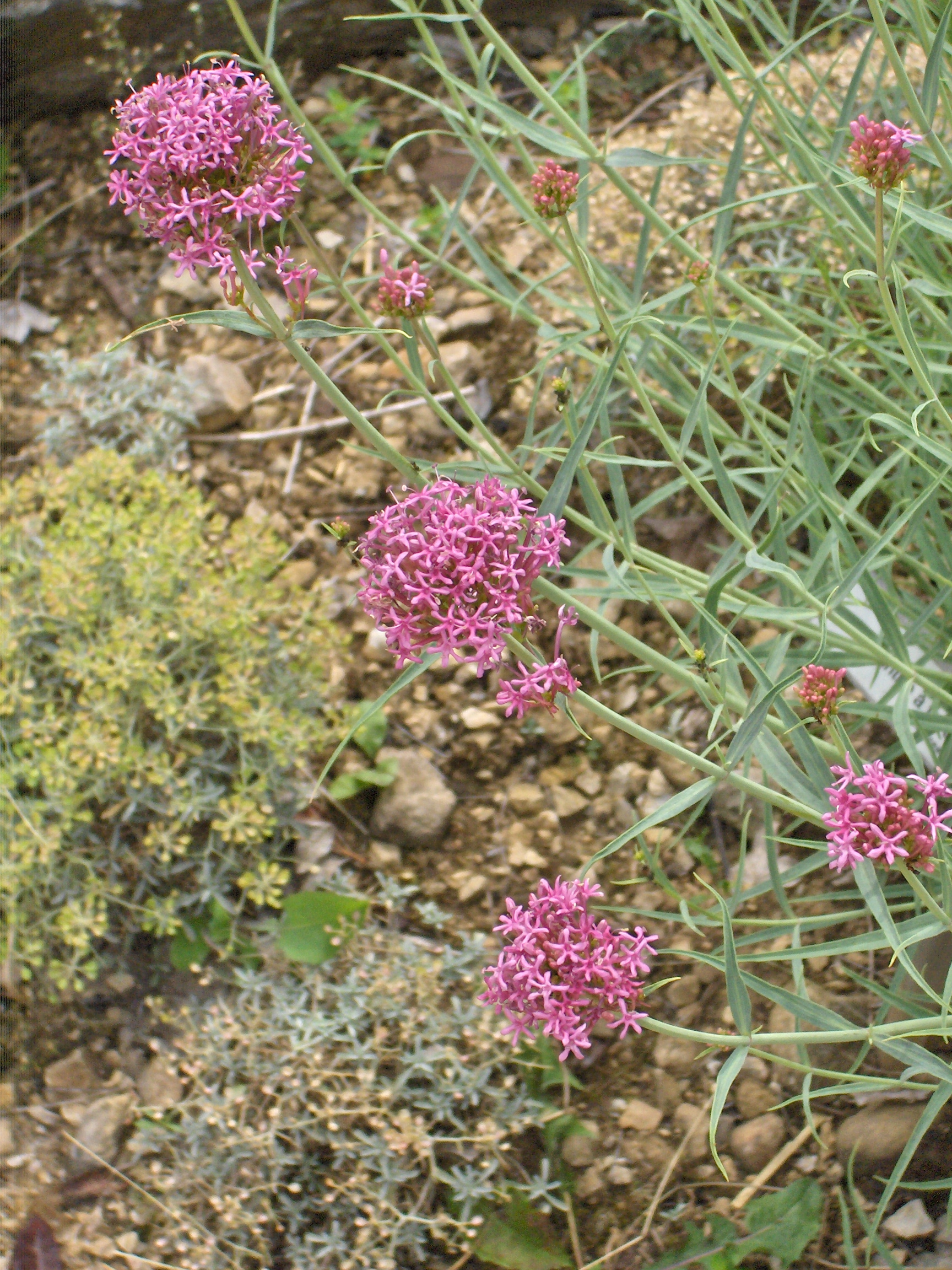
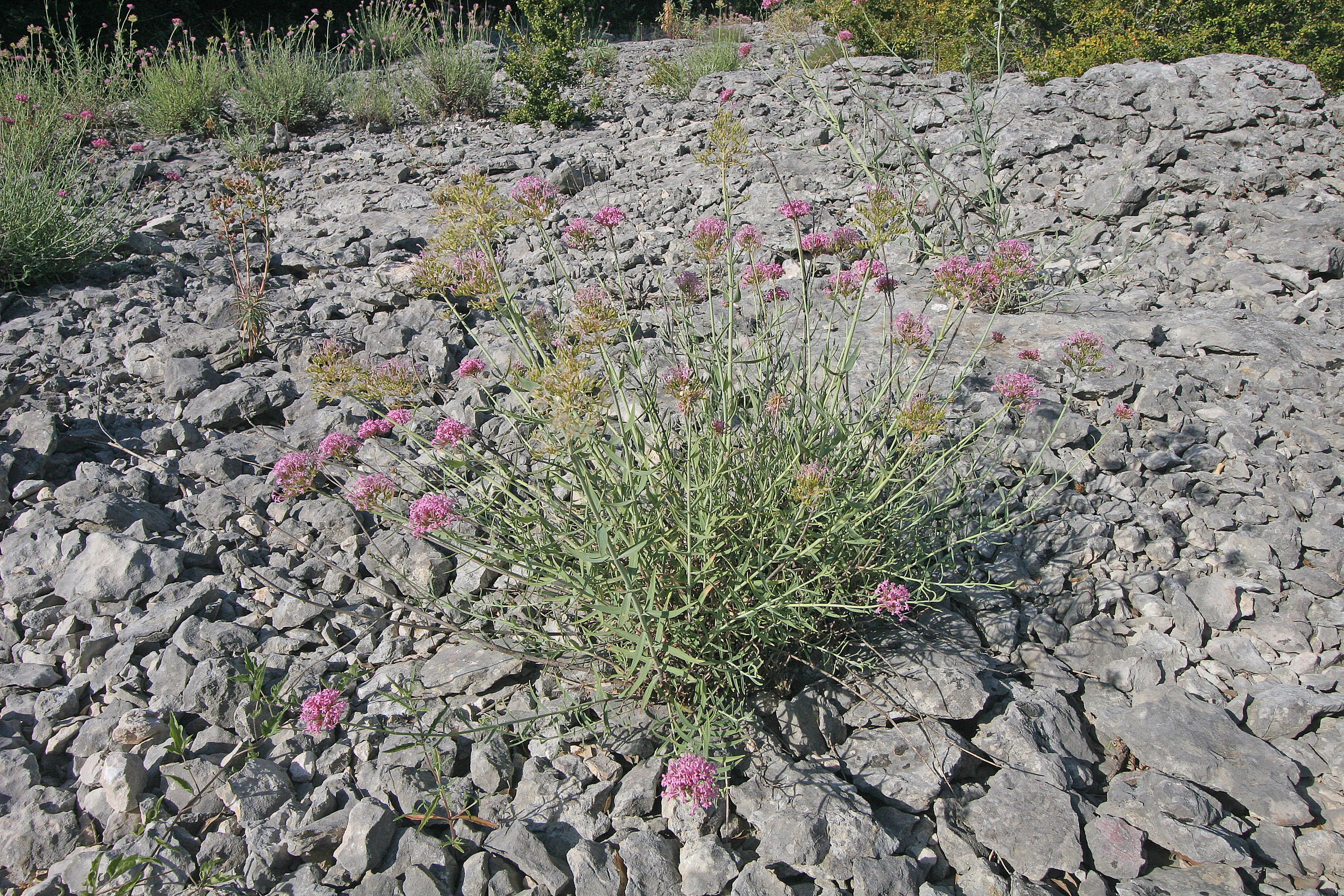
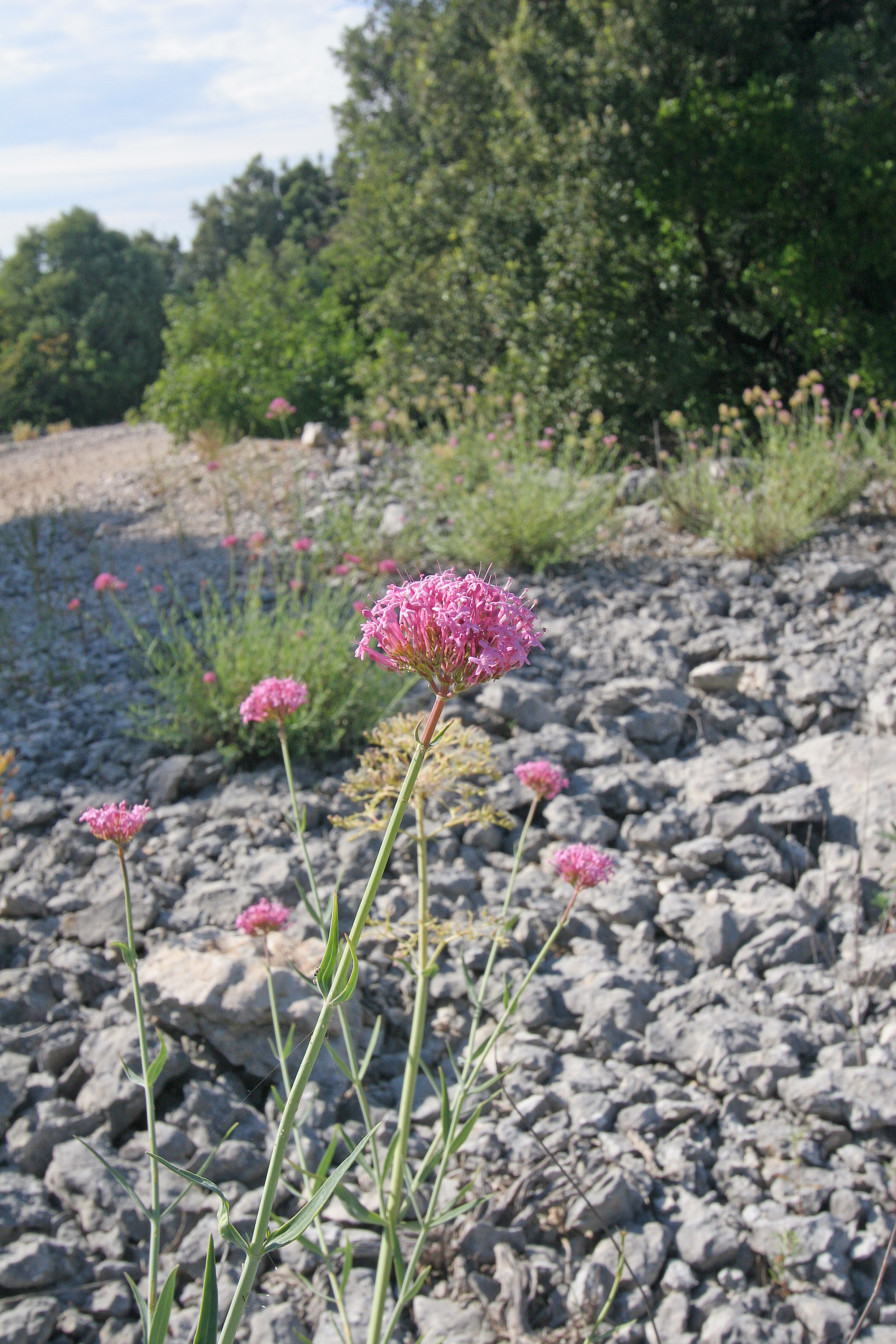